# Hillcrest (Alberta)
Pour les articles homonymes, voir Hillcrest.
Hillcrest est une communauté située dans la province d'Alberta, dans le sud-ouest.